# 鲍比成长记 (2011年电影)
《鲍比成长记》（英語：Bringing Up Bobby）是美国2011年剧情片，编剧、执导和制片为女导演法米克·詹森，这也是她第一次手握导筒。米拉·乔沃维奇和比尔·普尔曼领衔主演，米拉饰演一位从乌克兰来到美国生活且有前科的艺术家与单身母亲。此影片在电影业界得到了其充分的市场，并率先出现在了第64届戛纳电影节上。